# Josef Robl
Josef Robl (* 6. Mai 1918 in Kleinrötz; † 8. April 2005 in Stockerau) war ein österreichischer Politiker (ÖVP) und Bauernbunddirektor. Robl war von 1959 bis 1981 Abgeordneter zum Landtag von Niederösterreich und ab 1969 dessen Präsident.

## Leben
Robl besuchte nach der Volksschule das Realgymnasium in Korneuburg und Stockerau und versah zwischen 1938 und 1945 während des Zweiten Weltkriegs Militärdienst. Er studierte in der Folge an der Hochschule für Bodenkultur Landwirtschaft und schloss sein Studium mit dem akademischen Grad Dipl.-Ing. ab.

## Politik
Robl war ab 1948 Sekretär im Niederösterreichischen Bauernbund und zwischen 1966 und 1983 Niederösterreichischer Bauernbunddirektor. Robl vertrat die ÖVP zwischen dem 4. Juni 1959 und dem 9. April 1981 im Niederösterreichischen Landtag und war ab dem 20. November 1969 dessen Präsident.

## Anerkennungen
- Robl wurde der Berufstitel Ökonomierat verliehen.